# Günter Vittmann
Günter Vittmann (* 29. Februar 1952 in Wien) ist ein österreichischer Ägyptologe und Demotist. Seit 2001 ist er außerplanmäßiger Professor an der Universität Würzburg.

## Werdegang
Günter Vittmann studierte von 1972 bis 1976 Ägyptologie und Altorientalistik an der Universität Wien und war von 1976 bis 1978 am Orientalischen Institut der Universität Wien angestellt. 1977 wurde er in Wien mit der Arbeit Priester und Beamte im Theben der Spätzeit promoviert. Von 1978 bis 2000 war er Mitarbeiter am Projekt Demotisches Namenbuch und von 1984 bis 1997 Lehrbeauftragter für Ägyptisch-Arabisch am Institut für Orientalistik der Universität Würzburg. 1994 habilitierte sich Vittmann dort mit einer Neuedition des demotischen Papyrus Rylands 9, einer langen Petition eines ägyptischen Priesters aus der Zeit Dareios’ I. Seit 2000 ist er Mitarbeiter des Projektes Datenbank demotischer Texte der Mainzer Akademie der Wissenschaften und der Literatur. 2001 wurde er zum außerplanmäßigen Professor an der Universität Würzburg ernannt. 2011 wurde er mit dem Rudolf-Meimberg-Preis ausgezeichnet.
Günter Vittmann ist verheiratet und hat zwei Kinder.

## Monographien
- Priester und Beamte im Theben der Spätzeit. Genealogische und prosopographische Untersuchungen zum thebanischen Priester- und Beamtentum der 25. und 26. Dynastie (= Beiträge zur Ägyptologie. Band 1). Wien 1978.
- „Riesen“ und riesenhafte Wesen in der Vorstellung der Ägypter (= Beiträge zur Ägyptologie. Band 13). Wien 1995.
- Der demotische Papyrus Rylands 9. 2 Bände (= Ägypten und Altes Testament. Band 38). Wiesbaden 1998.
- Altägyptische Wegmetaphorik (= Beiträge zur Ägyptologie. Band 15). Wien 1999.
- Ägypten und die Fremden im ersten vorchristlichen Jahrtausend (= Kulturgeschichte der Alten Welt. Band 97). Mainz 2003.
- „Du hast mein Herz zufriedengestellt ...“. Ptolemäerzeitliche demotische Urkunden aus Soknopaiu Nesos (zusammen mit M. Schentuleit), Corpus Papyrorum Raineri, XXIX. Berlin / New York 2009.